# Formación Omo Kibish

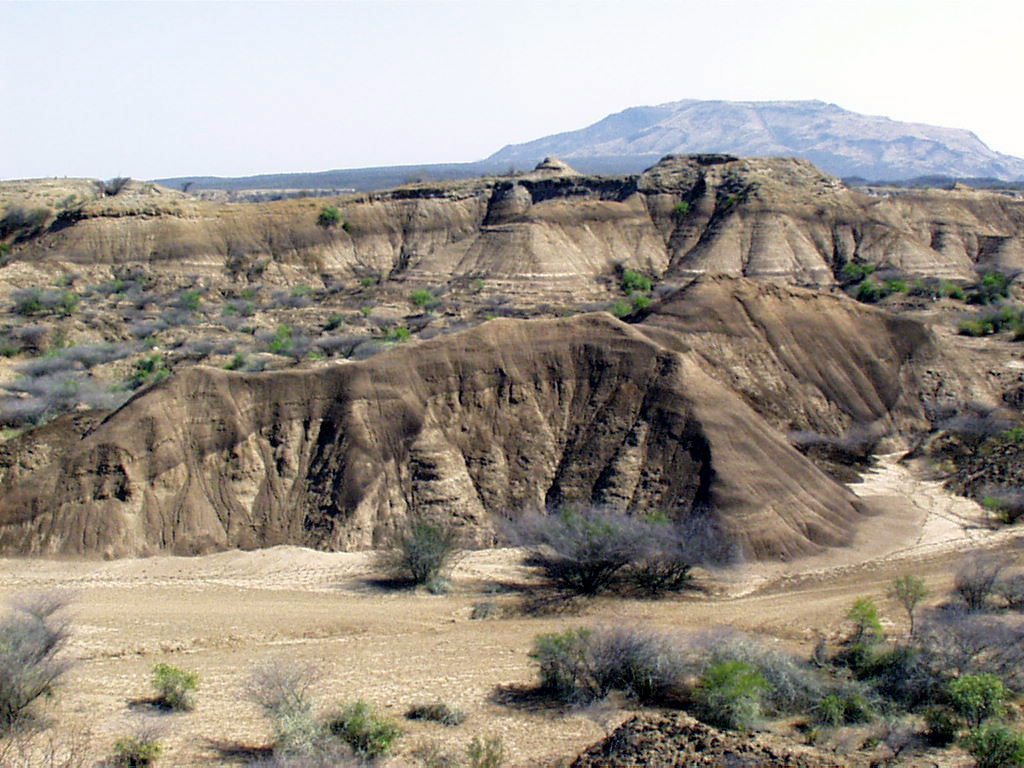
Formación Omo Kibish, en las cercanías de la ciudad de Kibish, es donde se descubrieron los fósiles humanos conocidos como Hombres de Kibish

La formación Omo Kibish o simplemente formación Kibish es una formación rocosa en el sur de Etiopía. El nombre es por el sitio arqueológico de Omo Kibish en el río Omo, donde se estudió por primera vez. Omo-Kibish I (Omo I) es uno de los esqueletos de Homo sapiens anatómicamente más antiguos que se conoce, con una datación de 196±5 miles de años.
La formación Omo Kibish y sus sitios vecinos han producido algunos de los primeros ejemplos de restos fosilizados de humanos y australopitecinos y herramientas de piedra. El trabajo de Richard Leakey allí en 1967 descubrió algunos de los restos más antiguos de Homo sapiens, humanos anatómicamente modernos. Anteriormente se creía que sapiens tenía alrededor de 125 000 años, investigaciones más recientes indican que pueden datarse hace aproximadamente 199 500 años, y los hallazgos de 2017, Jebel Irhoud 10 y 11 han retrasado hasta los 315± 34 ka la aparición de los humanos anatómicamente modernos.